# Літаратура і мастацтва
«Літарату́ра і маста́цтва» (укр. «Література і мистецтво») — білоруська щотижнева літературна газета.

## Історія
Заснована 1932 року. Виходить у Мінську щотижня (по п'ятницях) білоруською мовою на 16 сторінках (1957—1970 роках видавалася двічі на тиждень).
Під час Другої світової війни не виходила. Видання відновлено в квітні 1945 року.
Свої перші твори на сторінках «ЛіМ» публікували Іван Мележ, Іван Шамякін,  Василь Биков, Володимир Короткевич, Євгенія Янищиц, Алесь Рязанов, Алесь Письменков та інші відомі білоруські письменники.

## Сучасність
Наразі засновниками видання є Міністерство інформації Республіки Білорусь, ОО Союз письменників Білорусі, РІУ «Видавничий дім «Звязда»».
Тираж близько 3 тисяч примірників.
Редакція газети має відділи інформації, публіцистики, критики, прози та поезії, музики.
З 2010 року видається додаток «Книжковий світ» (виходить білоруською та російською мовами) — спільний проект газети «Літаратура і мастацтва» та Національної книжкової палати Республіки Білорусь.
В газеті періодично з'являється рубрика «Співвітчизники в світі», що знайомить читачів зі здобутками білоруської літератури за кордоном.

## Головні редактори
- Хацкель Дунець (1932—1935)
- Ілля Гурський (1935—1941)
- Аркадій Кулешов (1945—1946)
- Микола Горян (1947—1949)
- Павло Ковальов (1949—1950)
- Василь Вітка (1951—1957)
- Микола Ткачов (1957—1959)
- Янка Шараховский (1969—1961)
- Ничипор Пашкевич (1961—1969)
- Леонід Прокша (1969—1972)
- Федір Жичко (1972—1976)
- Алесь Осипенко (1976—1980)
- Алесь Жук (1980—1986)
- Анатолій Вертинський (1986—1990)
- Микола Гіль (1990—1997)
- Володимир Некляєв (1997—1999)
- Алесь Письменков (1999—2002)
- Віктор Шнип (2002—2003)
- Анатолій Козлов (2003—2009)
- Алесь Карлюкевич (2009—2011)
- Тетяна Сівець (з 2011)